# Grupo de Ejércitos Vístula
El Grupo de Ejércitos Vístula o  Grupo de Ejércitos del Vístula (Heeresgruppe Weichsel) se formó el 24 de enero de 1945 a instancias de Heinz Guderian para llenar el vacío defensivo entre los ríos Vístula y Óder. Integró principalmente elementos del Grupo de Ejércitos Centro, destrozado durante la ofensiva del Vístula-Óder, que antes se llamó Grupo de Ejércitos A y fue también derrotado en la Batalla de Königsberg, con la misión de proteger Berlín del avance de los ejércitos soviéticos.

## Creación e historia

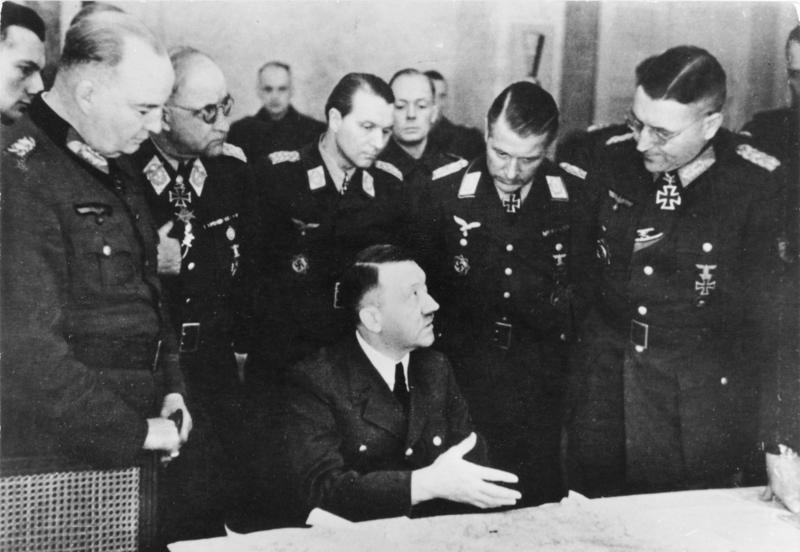
Reunión informativa en el cuartel general del Grupo de Ejércitos Vístula. Detrás de Hitler, de izquierda a derecha: Robert von Greim, Franz Reuß, Odebrecht y Theodor Busse (marzo de 1945). Bundesarchiv

El general Heinz Guderian había instado la creación de un nuevo grupo de ejércitos como una medida esencialmente defensiva para llenar el vacío creado en las defensas alemanas entre el río Vístula inferior y la parte inferior del Óder. El nuevo Grupo de Ejércitos Vístula fue constituido a partir de un variado surtido de unidades reconstruidas, a partir de las fuerzas existentes. Heinz Guderian propuso al mariscal de campo Maximilian von Weichs como comandante. Sin embargo, en un reflejo del deseo de Hitler para transferir el control del conflicto del Heer a las SS y así "nazificar" las fuerzas armadas, el líder nazi Heinrich Himmler fue designado como jefe máximo del nuevo Grupo de Ejércitos. 
Heinrich Himmler, que carecía de conocimientos militares reales, resultó inadecuado para la tarea; al ser evidente esta situación el general Gotthard Heinrici sustituyó a Himmler como comandante del Grupo de Ejércitos Vístula el 20 de marzo, con posterioridad a su participación en la ofensiva alemana Operación Solsticio y la siguiente defensa contra la Unión Soviética en su ofensiva de Pomerania Oriental.
La Operación Solsticio había sido un desastroso esfuerzo alemán para destruir las vanguardias del Primer Frente Bielorruso que penetraban en Pomerania a mediados de febrero de 1945, durante el cual las tropas del 39.º SS Panzerkorps tuvieron fuertes bajas, al no poder superar a la artillería y tanques del Ejército Rojo, muy superior en número.
Bajo el mando de Gotthard Heinrici, las unidades sobrevivientes del grupo de ejércitos combatieron en la Batalla de las Colinas de Seelow, en la Batalla de Berlín y finalmente en la Batalla de Halbe, resistiendo algunos de sus elementos  hasta el final de la guerra en Europa el 8 de mayo de 1945. La fuerza del Grupo de Ejércitos Vístula era de aproximadamente 500 000 soldados y, en general, estaba mal equipado. Muchas de sus unidades no existían más que sobre el papel, como sucedía con muchas otras unidades del Ejército alemán al final de la Segunda Guerra Mundial. De hecho se constituyó el Grupo de Ejércitos, se constató que el grupo carecía de muchos servicios esenciales, tales como mapas o un buen destacamento de señales (el único medio de comunicación de Himmler era el teléfono privado).

## Organización
El Grupo de Ejércitos fue originalmente formado por las siguientes unidades:
- El 9.º Ejército del general Theodor Busse, que anteriormente había sido parte del Grupo de Ejércitos A y que había sido destrozado alrededor de Varsovia durante la operación Vístula-Óder. Sus restos se reunieron en las líneas del río Óder y fue reconstruido progresivamente.
- El 2.º Ejército del coronel general Walter Weiss, que, como parte del Grupo de Ejércitos Centro había sido la defensa de la línea del río Narew en las fronteras de Prusia Oriental. La Ofensiva de Prusia Oriental lo había aislado de su formación, a finales de enero y defendió un largo sector de Elbing marchando en retirada del este hacia el oeste a través de Pomerania. Por lo tanto, formó el nuevo Grupo de Ejércitos Norte y el flanco del este.
- 11.º SS Ejército Panzer era una nueva formación que se había creado en el oeste de Pomerania. Poco después de su formación recibió el personal del viejo 3.º Ejército Panzer, que había sido destruido en gran parte en el este de Prusia.

Durante la ofensiva del este de Pomerania, todo el Grupo fue aislado del resto del grupo de ejércitos y se retiró a la base del 2.º Ejército en Danzig, en donde fue finalmente destruido. El resto del Grupo de Ejércitos Vístula era forzado a retirarse al oeste del Óder, aunque restos del 3.º Ejército Panzer conservaron una pequeña cabeza de puente en la localidad de Altdamm hasta mediados de marzo.
Hacia finales de abril, el 21.º ejército (se formó alrededor de los remanentes del 4.º Ejército, que había sido destruido en la bolsa de Heiligenbeil) fue agregado al Grupo de Ejércitos Vístula.

## Orden de batalla
- 3.º Ejército Panzer (Hasso von Manteuffel del 9 de marzo de 1945 al 8 de mayo de 1945)
  - III SS Cuerpo Panzer - (Felix Steiner) (más tarde trasladado al 21.º Ejército)
  - CI Cuerpo de Ejército (más tarde trasladado al 21.º Ejército)
  - XXVII Cuerpo - (más tarde trasladado al 21.º Ejército)
- 21.º Ejército (Kurt von Tippelskirch)
  - III SS Cuerpo Panzer
  - CI Cuerpo de Ejército
  - XXVII Cuerpo
- 9.º Ejército (Theodor Busse del 20 de enero de 1945 al 2 de mayo de 1945)
  - LVI Cuerpo Panzer (Helmuth Weidling del 12 de abril de 1945 al 23 de abril de 1945)
  - XI SS Cuerpo Panzer
  - V SS Cuerpo de Montaña

### La composición en febrero de 1945
- 500.º Regimiento de Comunicaciones
- 2.º ejército
- 9.º Ejército
- 3.° Ejército panzer

## Comandantes
| N.º | Retrato | Comandante                                                            | Desde               | Hasta               |
| --- | ------- | --------------------------------------------------------------------- | ------------------- | ------------------- |
| 1   |         | Reichsführer-SS Heinrich Himmler (1900-1945)                          | 28 de enero de 1945 | 20 de marzo de 1945 |
| 2   |         | Generaloberst Gotthard Heinrici (1886-1971)                           | 20 de marzo de 1945 | 28 de abril de 1945 |
| 3   |         | General der Infanterie Kurt von Tippelskirch (1891-1957) en funciones | 28 de abril de 1945 | 29 de abril de 1945 |
| 4   |         | Generaloberst Kurt Student (1890-1978)                                | 29 de abril de 1945 | 8 de mayo de 1945   |